# セクストゥス・タルクィニウス

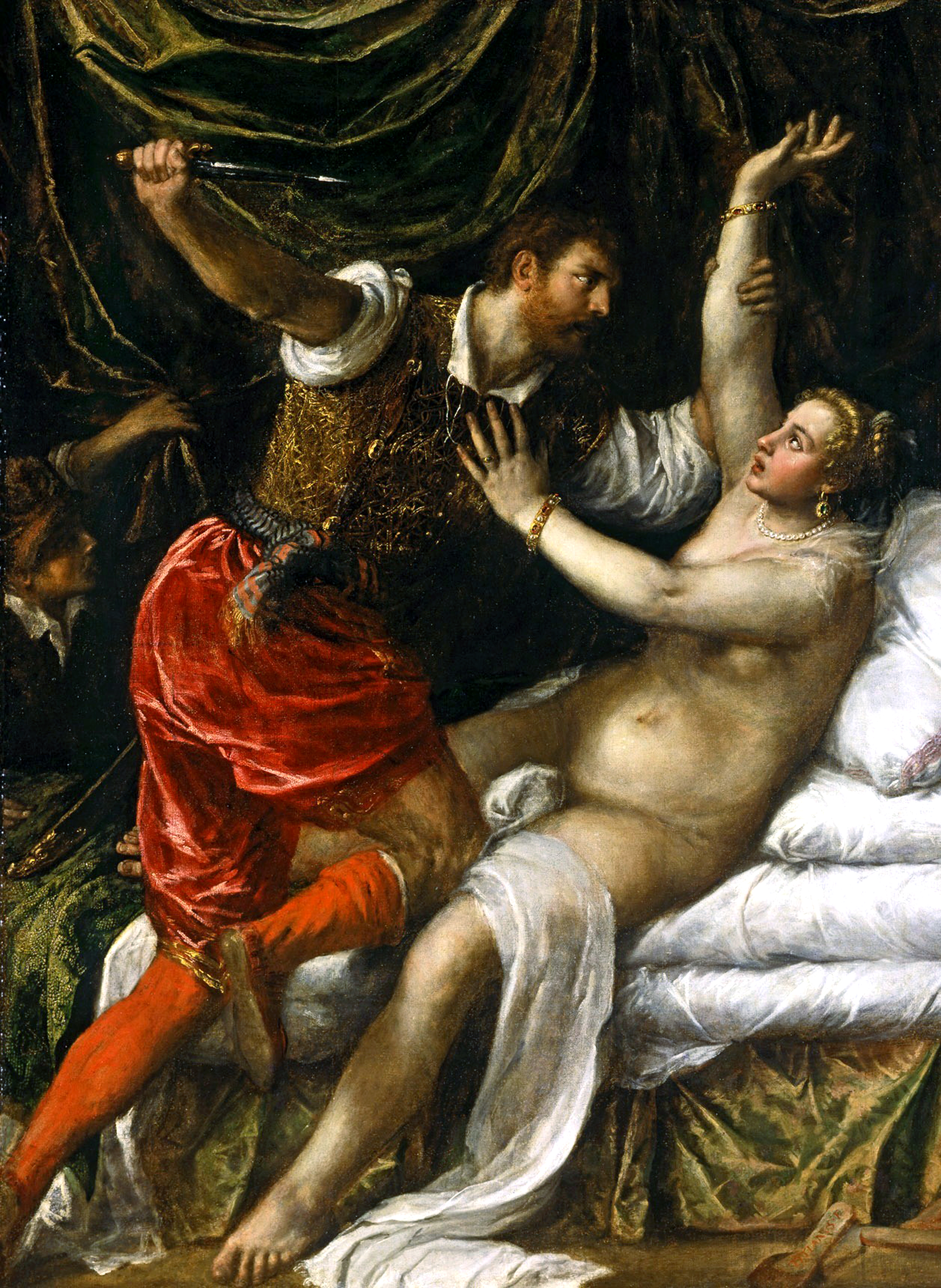
ティツィアーノ、 タルクィニウスとルクレティア (1571)

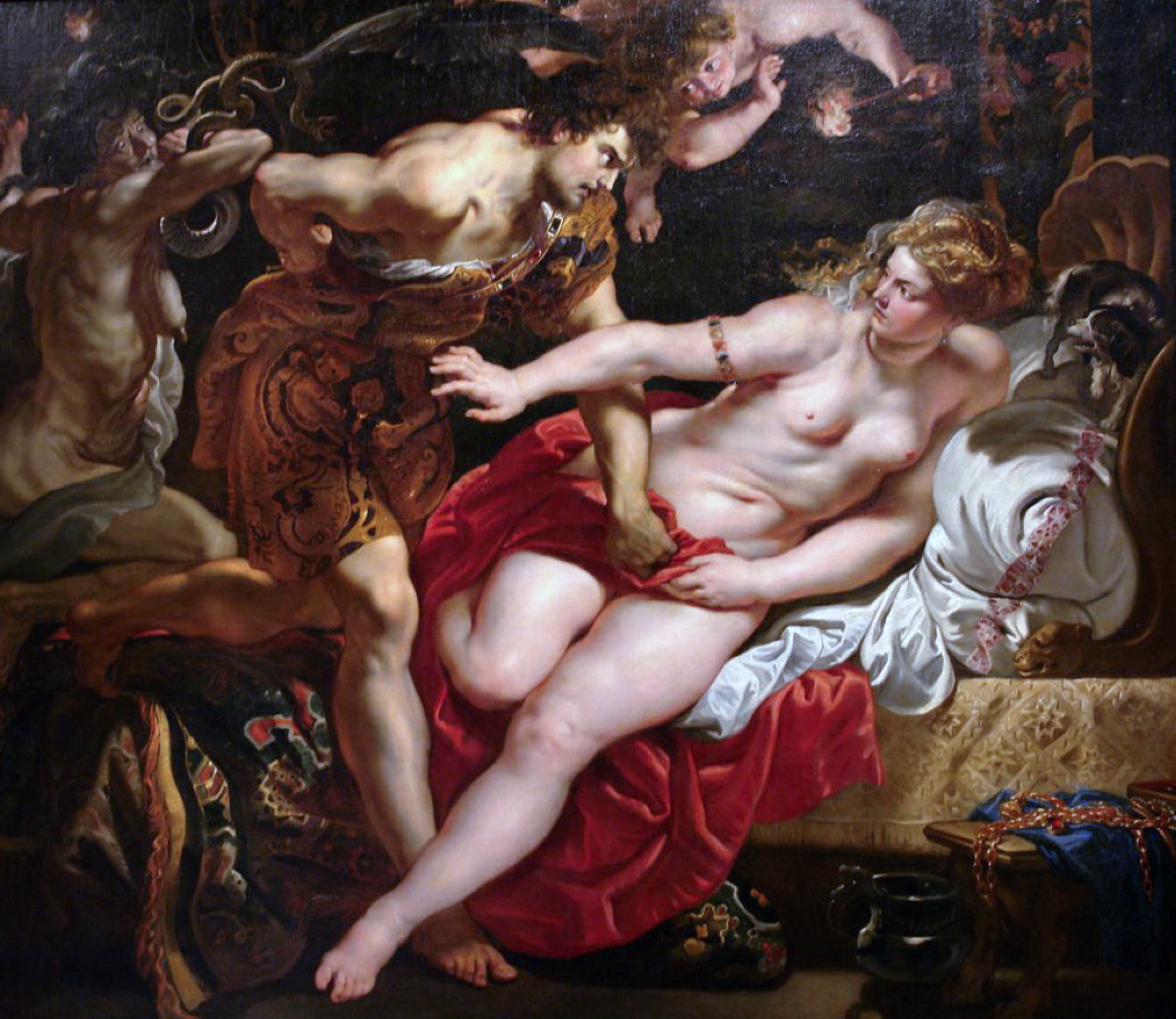
タルクィニウスとルクレツィア(1610)、 ルーベンス (エルミタージュ美術館)

セクストゥス・タルクィニウス（英語: Sextus Tarquinius）は、王政ローマ最後の王、ルキウス・タルクィニウス・スペルブス（傲慢王）の三番目の末子である。ローマ神話によると、彼がルクレティアを陵辱したことが結果として、王政の崩壊と共和政の設立を招いた。 

## ルクレティアの陵辱
タルクィニウスは、ルトゥリ人の都市アルデアを包囲していた。 都市はなかなか陥落せず、ローマ軍は城壁の側に野営していた。 王の息子と、甥でエゲリウスの息子タルクィニウス・コッラティヌスは共に宴を開き、その最中に自身の妻の貞淑さについて語り合い、戦況が落ち着いていたので、いきなり家に帰って驚かせてみる事にした。 まず彼らはローマへ帰り、そこで開かれていた盛大な宴会場で王女たちを驚かせた。 次に彼らはコッラティアへと急ぐと、もう夜も遅かったが、コッラティヌスの妻ルクレティアが侍女たちと糸を紡いでいるところだった。
ルクレティアの美しさと貞淑さにセクストゥスは邪心を募らせた。彼は数日後コッラティアへと引き返し、そこで夫の親戚としてルクレティアの心のこもった歓待を受けた。夜中になると彼は剣を片手に彼女の部屋へと忍び込み、こう言って彼女に迫った。「お前と奴隷の一人を殺して死体を並べ、お前の姦通を知った私が夫の名誉を守ったという事にしてもいいのだぞ。」
その後、ルクレティアは夫と父スプリウス・ルクレティウス・トリキピティヌスへ使いを送り、すべてを語った後自害した。反乱は彼女の夫の友人でありいとこのルキウス・ユニウス・ブルトゥスに率いられ、傲慢王を追放し、共和政ローマが設立された。ブルトゥスはコッラティヌスと共に最初の執政官となり、セクストゥスはガビイへと逃れ、王へと返り咲くべく策動したが、過去のいざこざの復讐を受け殺された。

## 文化的影響

### 芸術作品
ルクレティアとタルクィニウスの題材は多くの画家に好まれ、偉大な芸術家たちも作品を残している。
例えば:
- タルクィニウスとルクレティア、 ティツィアーノ (1571)
- ルクレツィア、 レンブラント (1664) [2]
- タルクィニウスとルクレツィア、 ティントレット (1578) [3]
- ルクレツィアの死、イセル・コルクハウン (1931) [4]

### 文学作品

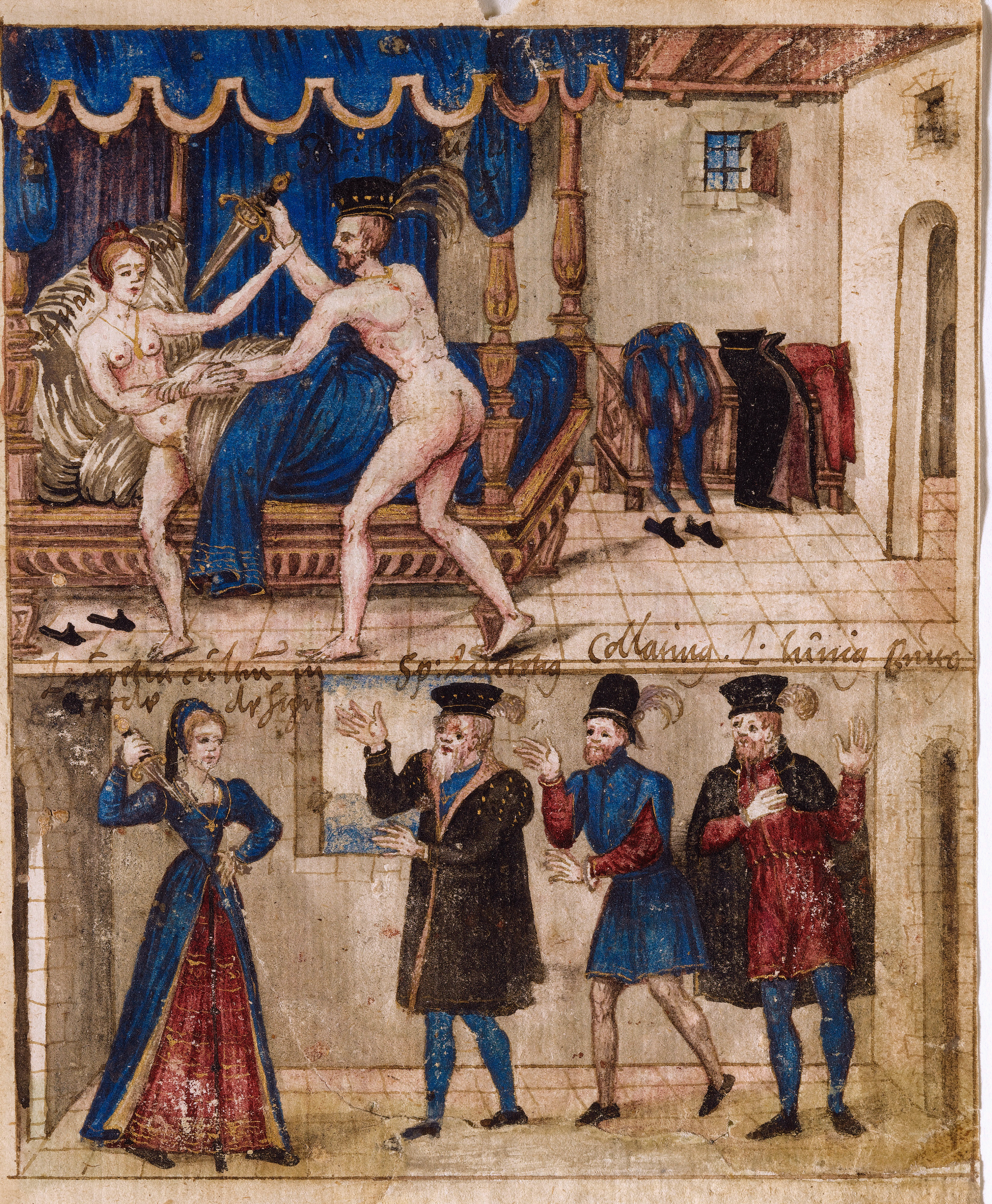
16世紀の挿絵では当時の衣装でタルクィニウスの暴行と、証人の前で正義を訴えるルクレティアが描かれている。

ルクレティア陵辱を題材に劇作家のシェイクスピアは物語詩『ルークリース凌辱』を書き上げた。多くの演劇と同じく読み上げるのに二時間はかかる長編で、しばしば朗読劇として上演された。シェイクスピアは良く演劇でもタルクィニウスの事を仄めかしている。
『シンベリン』 (第2幕第2場)では、ヤーキモーがイモージェンの眠る寝室へと潜り込み、自身をタルクィニウスに喩えている。
『マクベス 』(第2幕第1場)の独り言 (幻の短剣として知られる)でも、マクベスは忍び足の比喩としてタルクィニウスの名を出している。
史劇『ジュリアス・シーザー』(第2幕第1場)では、主要人物のブルータスに、彼の先祖がタルクィニウスの父王を追放した事を思い起こさせている。
トーマス・マコーリーの『古代ローマ詩歌集』の中では、タルクィニウスはエトルリア軍と共に登場する。そこではクルシウムの王ラルス・ポルセンナがタルクィニウスにローマの王朝を復興させようと企てている。
ルクレティアの陵辱はまた、ベンジャミン・ブリテンによる1946年作のオペラの題材ともなった。

## 注記
1. ↑  Livy, Ab urbe condita, 1.60
2. ↑  NGA
3. ↑  image
4. ↑  image